# محمد دحام الشمري
محمد دحام الشمري (20 أغسطس 1969 -)، ممثل ومخرج سعودي يعيش في الكويت، أخرج مسلسلات عديدة وكانت بدايته كممثل تلفزيوني.

## أعماله الفنية

### الإخراج

#### من المسلسلات
- الأخرس.
- نجمة الخليج.
- اللقيطة.
- عرس الدم.
- عيون الحب.
- التنديل.
- الهدامة.
- آخر صفقة حب.
- بعدك طيب.
- أنين.
- ساهر الليل - الأول والثاني والثالث.
- لهفة الخاطر.
- عرس الدم.
- أبو الملايين.
- ماي عيني.
- ثريا.
- صوف تحت حرير
- كحل أسود قلب أبيض.
- غصون في الوحل.
- لا موسيقى في الأحمدي.
- ستوديو 21.

### التمثيل
- ليلة الغدر.
- قاصد خير.
- أقنعة حقيقة.
- لمن تشرق الشمس.

## وصلات خارجية
- جريدة الأنباء - المخرج محمد دحام في «ألو الأنباء»: اتهموني بـ «الشللية».. وبعض الفنانين يمشون بنظام «منو ياكل منو» داخل اللوكيشن.
- جريدة الوطن - أحداث غزو الكويت في مسلسل "ساهر الليل 3".